# Steinmühle (Halle)

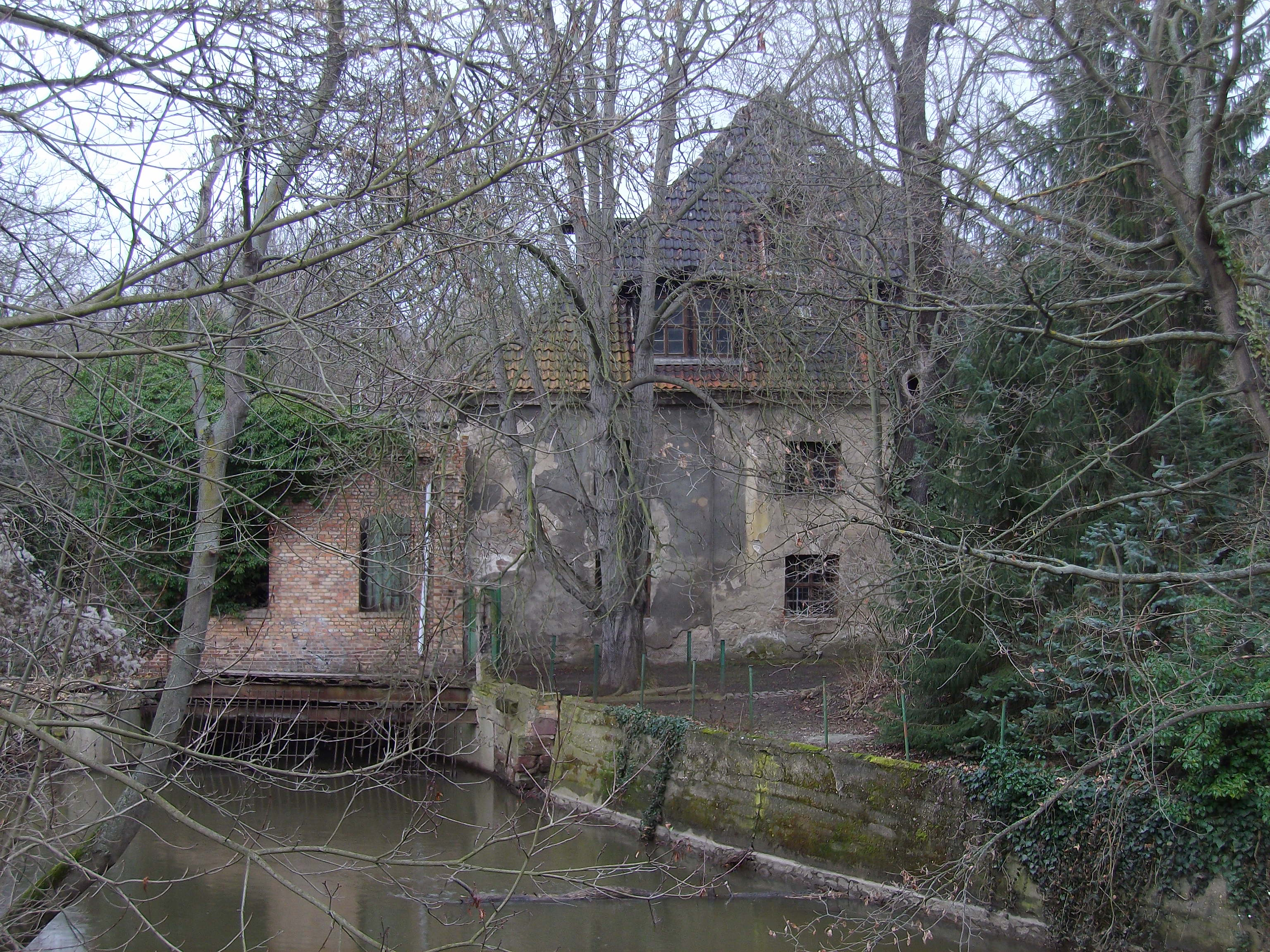
Die Steinmühle im Januar 2013

Die Steinmühle in Halle (Saale) ist eine Wassermühle am Mühlgraben, einem natürlichen rechten Seitenarm der Saale. Bei der Steinmühle handelt es sich um eine ehemalige Öl- und Getreidemühle, und nicht, wie aufgrund des Namens zu vermuten, um eine Steinmühle. Sie besaß vermutlich das erste aus Stein aufgeführte Mühlengebäude der Stadt.
Die Mühle wurde erstmals 1121 in einer Urkunde für das Kloster Neuwerk, zu dem sie gehörte, erwähnt. Das heutige Mühlengebäude wurde aus Bruchsteinen errichtet, stammt aus dem 17. Jahrhundert und wurde nach der Zerstörung im Dreißigjährigen Krieg im 18. und 19. Jahrhundert neu errichtet. Bis Ende des 19. Jahrhunderts verfügte die Steinmühle über drei Wasserräder. Heute ist ein unterschlächtiges Pansterrad aus dem Jahr 1905 vorhanden. Im 17. Jahrhundert besaß die Mühle sechs Mahlgänge, heute noch einen Schrotgang. Die Mühle wurde bis 1975 mit Elektromotoren betrieben.
Heute ist das Gebäude, die technische Ausstattung und der Wassergang ruiniert bzw. stark sanierungsbedürftig. Nach der Mühle wurde die nahe gelegene Steinmühlenbrücke benannt.
Im Januar 2017 wurde die denkmalgeschützte Mühle in die „Rote Liste“ bedrohter Baudenkmale der Stadt Halle eingetragen.